# Kortizol
Kortizól (tudi hídrokortizón ali kortizolón) je kortikosteroidni hormon, ki se sintetizira v skorji nadledvične žleze. Spada med tako imenovane stresne hormone, saj se v telesu izloča ob stresnih situacijah. Njegova funkcija je povišanje krvnega tlaka in krvnega sladkorja ter imunosupresija - utišanje imunskega odziva na vnetje. Kortizol pripravi telo na akcijo, da se lahko odziva stresni situaciji primerno. Klinično se uporablja pri preobčutljivostnih reakcijah in vnetjih.

## Aktivacija izločanja
Izločanje kortizola sproži kortikoliberin, ki ga v stresnih situacijah sprošča hipotalamus. Kortikoliberin prispe v adenohipofizo, kjer povzroči izgradnjo in izločanje ACTH - adrenokortikotropnega hormona. ACTH poveča izločanje kortizola v skorji nadledvičnice. Hipotalamus, hipofiza in nadledvična žleza so deli t. i. stresne osi, ki se aktivira ob stresnih situacijah.
Nadledvičnica se lahko aktivira za sproščanje kortizola na več načinov:
- Po nevrogeni poti: Dražljaji iz okolice ali znotraj organizma, ki so posledica stresnih razmer, spodbudijo hipotalamus k izločanju kortikoliberina.
- Preko adrenalina: Adrenalin je stresni hormon, ki se prvi začne pospešeno izločati v stresnih razmerah in med drugim poveča nastajanje ACTH v hipofizi.
- Preko citokinov: Citokini nastajajo kot odgovor na vnetne dražljaje, tumorje ... Spodbudijo nastajanje kortikoliberina v hipofizi.

## Učinki kortizola
Kortizol izkazuje številne učinke na organizem; vsi pomagajo k ponovni vzpostavitvi homeostaze, ki ga je ogrozil neki stresni dejavnik (na primer okužba, poškodba ...):
- deluje kot insulinski antagonist, saj povzroča glikogenolizo, lipolizo in proteinolizo - s tem nastajajo proste molekule (glukoza iz glikogena, maščobne kisline iz lipidov, aminokisline iz beljakovin), ki so na voljo organizmu za izrabljanje energije.
- zavira imunski odziv, saj zavira učinke citokinov, zavira pa tudi proliferacijo in aktivacijo nekaterih imunskih celic.
- zavira nastajanje nove kostnine, zato spodbuja osteoporozo.
- zvišuje krvni tlak; poveča občutljivost žilnih sten na učinke adrenalina in noradrenalina, ki povzročata vazokonstrikcijo.
- zavira izločanje kortikoliberina iz hipotalamusa in torej zavira tudi sintezo samega sebe - gre za negativno povratno zvezo.
- zvišuje učinkovitost kateholaminov.
- v ledvicah povzroča nastajanje hipotoničnega seča.